# Province de Cajamarca
Ne doit pas être confondu avec Province de Catamarca.
La province de Cajamarca (en espagnol : Provincia de Cajamarca) est l'une des treize provinces de la région de Cajamarca, au nord-ouest du Pérou. Son chef-lieu est la ville de Cajamarca. Elle fait partie du diocèse de Cajamarca.

## Géographie
La province couvre une superficie de 2 979,78 km2. Elle est limitée au nord par la province de Hualgayoc, à l'est par les provinces de Celendín, San Marcos et de Cajabamba, au sud par la région de La Libertad et à l'ouest par la province de Contumazá et la province de San Pablo.

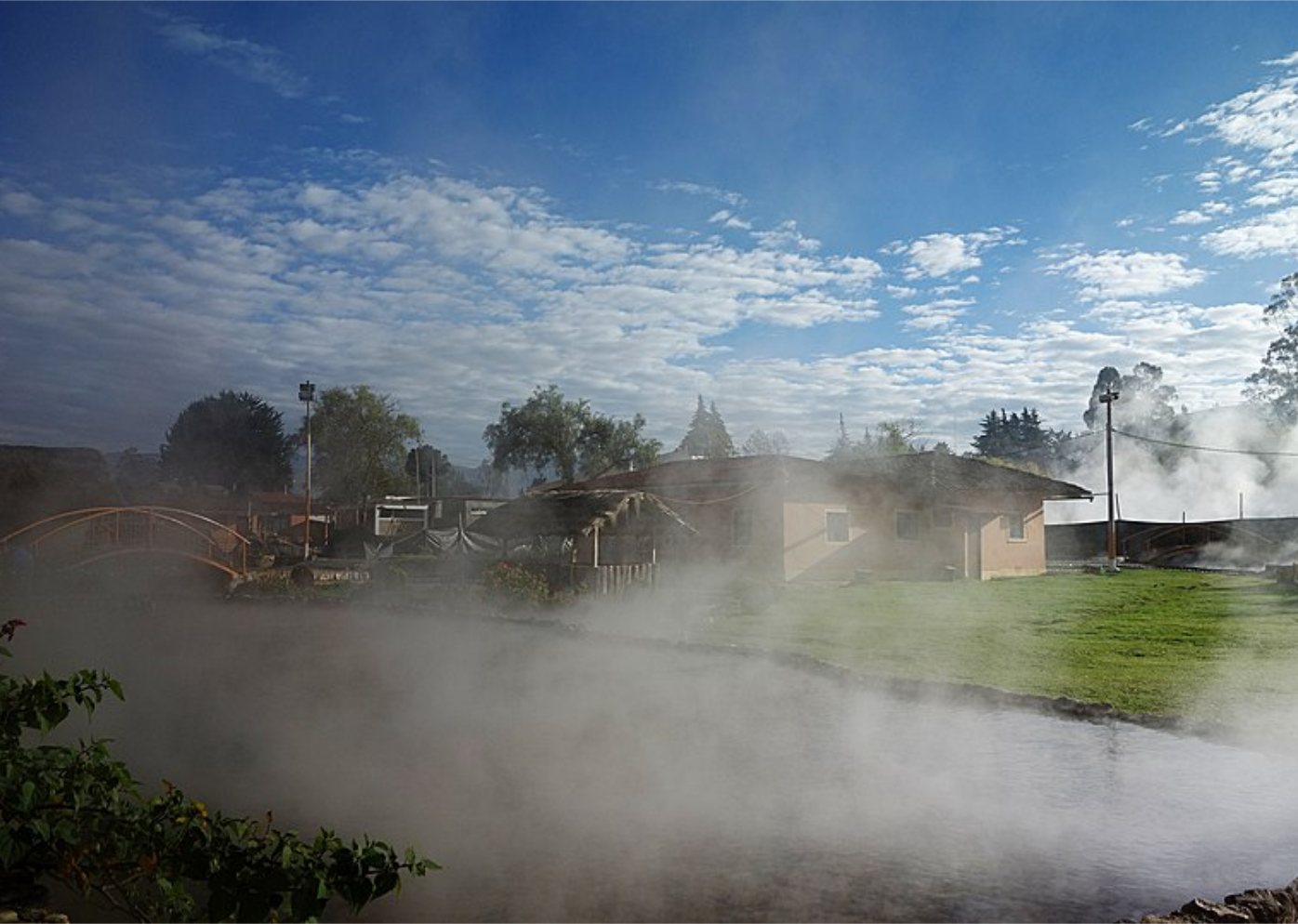
Un bassin des Baños del Inca à Cajamarca

## Population
La population de la province s'élevait à 316 152 habitants en 2007.
La province est la plus pauvre du pays, avec  51,9 % de la population vivant sous le seuil de pauvreté en 2015.

## Subdivisions
La province de Cajamarca est divisée en douze districts :
- Asunción[3]
- Cajamarca[4]
- Chetilla[5]
- Cospán[6]
- Jesús[7]
- Llacanora[8]
- La Encañada[9]
- Los Baños del Inca[10]
- Magdalena[11]
- Matará[12]
- Namora[13]
- San Juan[14]